# Volta à Flandres de 2015
A 99.ª edição da Volta à Flandres, foi uma clássica ciclista que se disputou no domingo 5 de abril de 2015 sobre um percurso de 264,2 km entre Bruges e Oudenaarde.
Foi o 2.º monumento da temporada ciclística e faz parte do UCI WorldTour de 2015, sendo a oitava carreira do calendário de máxima categoria mundial.
O ganhador foi o ciclista norueguês Alexander Kristoff, com segundo lugar de Niki Terpstra e terceiro Greg Van Avermaet. ref>Classificação completa da 99th Ronde van Vlaanderen / Tour des Flandres 2015 procyclingstats.com</ref>

## Equipas participantes
Tomaram parte na carreira 25 equipas: os 17 UCI ProTeam (ao ter assegurada e ser obrigatória a sua participação), mais 8 equipas Profissionais Continentais convidados pela organização.
Esta edição contou com a ausência de destacados ciclistas com aspirações a ganhar a carreira, como Fabian Cancellara e Tom Boonen, ambos por se estar a recuperar de lesões. Todas as equipas estiveram formados por 8 ciclistas (excepto a Cofidis que o fez com 7), chegando ao final 133 corredores.
| Equipa                      | Cód. UCI | Categoria                |
| --------------------------- | -------- | ------------------------ |
| AG2R La Mondiale            | ALM      | UCI ProTeam              |
| Astana Pro Team             | AST      | UCI ProTeam              |
| BMC Racing Team             | BMC      | UCI ProTeam              |
| Etixx-Quick Step            | EQS      | UCI ProTeam              |
| FDJ                         | FDJ      | UCI ProTeam              |
| IAM Cycling                 | IAM      | UCI ProTeam              |
| Team Katusha                | KAT      | UCI ProTeam              |
| Lampre-Merida               | LAM      | UCI ProTeam              |
| Lotto-Soudal                | LTS      | UCI ProTeam              |
| Movistar Team               | MOV      | UCI ProTeam              |
| Orica GreenEDGE             | OGE      | UCI ProTeam              |
| Team Sky                    | SKY      | UCI ProTeam              |
| Team Cannondale-Garmin      | TCG      | UCI ProTeam              |
| Tinkoff-Saxo                | TCS      | UCI ProTeam              |
| Trek Factory Racing         | TFR      | UCI ProTeam              |
| Team Giant-Alpecin          | TGA      | UCI ProTeam              |
| Team Lotto NL-Jumbo         | TLJ      | UCI ProTeam              |
| Androni Giocattoli          | AND      | Profissional Continental |
| Bora-Argon 18               | BOA      | Profissional Continental |
| Cofidis, Solutions Crédits  | COF      | Profissional Continental |
| MTN Qhubeka                 | MTN      | Profissional Continental |
| Team Europcar               | EUC      | Profissional Continental |
| Roompot Oranje Peloton      | TNN      | Profissional Continental |
| Topsport Vlaanderen-Baloise | TSV      | Profissional Continental |
| Wanty-Groupe Gobert         | WGG      | Profissional Continental |

## Percorrido
A competição começou em Bruges e dirigiu-se para o sul e nos arredores de Oudenaarde fazendo um percurso que contou com 19 muros, dois mais que no ano anterior. Ademais teve 6 trechos de pavé, somando pouco mais de 10 quilómetros.
| Muros  | Muros           | Muros | Muros   | Muros               | Muros          | Muros           |
| Número | Nome            | km    | Tipo    | Comprimento (m)     | Pendente média | Pendente máxima |
| ------ | --------------- | ----- | ------- | ------------------- | -------------- | --------------- |
| 1      | Tiegemberg      | 87,2  | pavé    | 750                 | 5,6 %          | 9%              |
| 2      | Oude Kwaremont  | 112,2 | asfalto | 2200 (1500 de pavé) | 4 %            | 11,6 %          |
| 3      | Kortekeer       | 122,5 | asfalto | 1000                | 6,4 %          | 17,1 %          |
| 4      | Eikenberg       | 130   | pavé    | 1200                | 5,2 %          | 10 %            |
| 5      | Wolvenberg      | 133,1 | asfalto | 645                 | 7,9 %          | 17,3 %          |
| 6      | Molenberg       | 145,8 | asfalto | 460 (300 de pavé)   | 7 %            | 14,2 %          |
| 7      | Leberg          | 166,3 | asfalto | 950                 | 4,2 %          | 13,8 %          |
| 8      | Berendries      | 170,4 | asfalto | 940                 | 7%             | 12,3 %          |
| 9      | Valkenberg      | 175,7 | asfalto | 540                 | 8,1            | 12,8 %          |
| 10     | Kaperij         | 186,3 | asfalto | 1000                | 5,5 %          | 9 %             |
| 11     | Kanarieberg     | 193,7 | asfalto | 1000                | 7,7 %          | 14 %            |
| 12     | Oude Kwaremont  | 209,6 | asfalto | 2200 (1500 de pavé) | 4 %            | 11,6 %          |
| 13     | Paterberg       | 213   | pavé    | 360                 | 12,9 %         | 20,3 %          |
| 14     | Koppenberg      | 219,6 | pavé    | 600                 | 11,6 %         | 22 %            |
| 15     | Steenbeekdries  | 225   | asfalto | 700                 | 5,3 %          | 6,7 %           |
| 16     | Taaienberg      | 227,5 | pavé    | 530                 | 6,6 %          | 15,8 %          |
| 17     | Kruisber/Hotond | 237,7 | asfalto | 2500 (450 de pavé)  | 5 %            | 9 %             |
| 18     | Oude Kwaremont  | 247,5 | pavé    | 2200 (1500 de pavé) | 4 %            | 11,6 %          |
| 19     | Paterberg       | 251   | pavé    | 360                 | 12,9 %         | 20,3 %          |

| 1 | Ruitersstraat    | 133,2 | 800  |
| 2 | Kerkgate         | 136,5 | 2650 |
| 3 | Holleweg         | 139,1 | 350  |
| 4 | Paddestraat      | 150,8 | 2300 |
| 5 | Haaghoek         | 163,3 | 2000 |
| 6 | Mariaborrestraat | 223,7 | 2000 |

## UCI World Tour
O Tour de Flandres outorgou pontos para o UCI WorldTour de 2015, somente para corredores de equipas UCI ProTeam. A seguinte tabela corresponde ao barómetro de pontuação:
| Posição   | 1.º | 2.º | 3.º | 4.º | 5.º | 6.º | 7.º | 8.º | 9.º | 10.º |
| Pontuação | 100 | 80  | 70  | 60  | 50  | 40  | 30  | 20  | 10  | 4    |

## Classificação final
| Posição | Ciclista           | Equipa           | Tempo           | Pontos UCI |
| ------- | ------------------ | ---------------- | --------------- | ---------- |
| 1.º     | Alexander Kristoff | Team Katusha     | 6 h 26 min 32 s | 100        |
| 2.º     | Niki Terpstra      | Etixx-Quick Step | m.t.            | 80         |
| 3.º     | Greg Van Avermaet  | BMC              | a 7 s           | 70         |
| 4.º     | Peter Sagan        | Tinkoff-Saxo     | a 16 s          | 60         |
| 5.º     | Tiesj Benoot       | Lotto Soudal     | a 36 s          | 50         |
| 6.º     | Lars Boom          | Astana           | m.t.            | 40         |
| 7.º     | John Degenkolb     | Giant-Alpecin    | a 49 s          | 30         |
| 8.º     | Jürgen Roelandts   | Lotto Soudal     | m.t.            | 20         |
| 9.º     | Zdeněk Štybar      | Etixx-Quick Step | m.t.            | 10         |
| 10.º    | Martin Elmiger     | IAM Cycling      | m.t.            | 4          |

| 11.º | Daniel Oss        | BMC                 | m.t.         |
| 12.º | Filippo Pozzato   | Lampre-Merida       | m.t.         |
| 13.º | Stijn Devolder    | Trek Factory Racing | m.t.         |
| 14.º | Geraint Thomas    | Sky                 | m.t.         |
| 15.º | André Greipel     | Lotto Soudal        | a 2 min 28 s |
| 16.º | Marcus Burghardt  | BMC                 | m.t.         |
| 17.º | Laurens de Vreese | Astana              | m.t.         |
| 18.º | Marco Marcato     | Wanty-Groupe Gobert | m.t.         |
| 19.º | Jens Keukeleire   | Orica GreenEDGE     | m.t.         |
| 20.º | Nelson Oliveira   | Lampre-Merida       | a 2 min 34 s |